# Глазанов, Владимир Николаевич
Влади́мир Никола́евич Глаза́нов (19 апреля 1898, Санкт-Петербург, Российская империя — 1964) — советский физик, изобретатель, педагог. Заместитель директора Электрофизического института (?—1936), заместитель директора ФЭИ (1956—1959), основатель (1953) и директор (1959—1964) Обнинского филиала МИФИ.

## Биография
Родился в купеческой семье, отец был петербургским домовладельцем. В 1916 году окончил Первую петроградскую гимназию. В том же 1916 году поступил на электро-механический факультет Петроградского политехнического института, но, не окончив первый курс, в январе 1917 года пошёл работать на завод токарем и слесарем. С марта по июнь 1920 года заведовал военной секцией Петроградского губернского Совета. В феврале 1920 года вступил в ВКП(б). С июня 1920 по ноябрь 1921 года был сначала комиссаром Строительного управления Иваново-Вознесенской и Кизеловской электростанций, а затем заместителем главного комиссара Электростроя. В ноябре 1921 года вновь поступил в Петроградский политехнический институт, где с 1922 года был секретарём партийного организации факультета, а в 1922—1924 годах преподавал на рабфаке физику. С 1 октября 1925 года начал работать в Государственном физико-техническом рентгенологическом институте в должности старшего инженера, в 1926 году стал научным сотрудником этого института. Под руководством профессора А. А. Чернышова выполнил дипломную работу по новым методам определения места повреждения кабелей и защиты от перенапряжений. В июне 1928 года получил диплом инженера-электрика. После окончания ЛПИ был назначен руководителем высоковольтного отдела Электрофизического института, выделенного из ГФТИ в 1930 году и вошедшего вместе с ним в Комбинат физико-технических институтов. Позже стал заместителем директора Электрофизического института. В ноябре 1928 года был утверждён в должности сверхштатного младшего ассистента ЛПИ, где преподавал одновременно с работой в Электрофизическом институте. Осенью 1930 года был командирован в США, откуда вернулся в 1931 году и продолжил работу в Электрофизическом институте и ЛПИ в качестве доцента.
С 1931 года жил в гражданском браке с Валентиной Дмитриевной Салтыковой, работавшей в Смольном. В 1936 году они ждали рождения общего ребёнка.
До ареста в октябре 1936 года был исключён из ВКП(б) за связь с арестованными лицами. 15 октября 1936 года был арестован согласно показаниям арестованного в сентябре бывшего сотрудника методологического отдела ФТИ Д. З. Будницкого. По словам Глазанова, Будницкий, встретившись с ним в пересыльной тюрьме «Кресты», на коленях просил у него прощения за то, что был вынужден подписать протокол с показаниями против него. Следователь Киселёв пытался по телефону запугивать беременную жену Глазанова, чтобы заставить Глазанова подписать признание. После вынесения приговора мужу она в 1937 году была выслана вместе с восьмимесячным ребёнком на железнодорожную станцию Акбулак в Оренбургском области. Сына ей удалось оставить у родителей в Тамбове, сама она вернулась из Акбулака через три года Глазанов был приговорён ВК ВС СССР 23 декабря 1936 года по статьям 17-58-8 и 58-11 УК РСФСР к восьми годам исправительно-трудовых лагерей. Заключение отбывал сначала в Соловецком лагере особого назначения, а с августа 1939 года в Норильском исправительно-трудовом лагере на строительстве Норильского металлургического комбината.
Сергей Снегов, отбывавший свой срок вместе с Глазановым в Норильском лагере, рассказывал о нём:
…Он делал только то, что сам считал нужным делать, а начальство сразу соглашалось — да, именно это и нужно, оно, начальство, только об этом и
мечтало. Вместо того чтобы покорно вкалывать на земляных работах, как делали
все мы в первые месяцы норильского бытия, он, прибыв в одном из этапов 1939
года, шумно возмутился: что же это за безобразие, и электростанция пущена, и
машин полно, настоящее энергохозяйство, а где ремонтная и проверочная база
энергетики, где контроль правильной эксплуатации агрегатов и сетей? Срочно
организовывать энерголабораторию, без неё нельзя! И, не прикасаясь к лому и
кайлу, создал такую лабораторию, первую настоящую лабораторию в Норильске,
заслуживавшую этого названия. И энергично сколотил дельный штат — сам подбирал среди заключенных мастеров и инженеров, лаборантов и рабочих.
В Норильске Глазанов изобрёл новый тип заземления:
Он обнаружил, что в Норильске не существует защитного электрозаземления машин и сооружений. Собственно, оно формально существовало, но лишь как техническая показуха, как грандиозная инженерная туфта. Без заземления энергомашины не должны работать, без громоотводов высокие здания нельзя строить, это знают все строители и все электрики. И ещё знают они, что нет ничего проще, чем устроить заземление: вбей в землю металлическую трубу или рельс — и готово — закорачивай на такую трубу и механизмы, и здания. Так и поступали в Норильске — вбивали в вечную мерзлоту трубы, прокладывали в ледяной почве металлические шины и рельсы, присоединяли к ним агрегаты — и рапортовали, что электрическая безопасность везде обеспечена. Но вечная мерзлота — изолятор, а не проводник электричества, ни один из таких ледяных заземлителей практически не заземляет. Глазанов доказал это точными промерами электрического сопротивления псевдозаземлителей — и стало ясно, что всё энергохозяйство нового промышленного района страны создается с чудовищными нарушениями техники безопасности. Но Глазанов не ограничился тем, что поднял шум, простая критика недочётов его не устраивала, он всюду искал положительных решений. И, установив, что заземления нет, он стал искать его и — нашёл. Идея была до изумления проста. На всём гигантском пространстве нашей планеты, где царствует вечная мерзлота, почва — изолятор, заземлять на неё машины и здания бессмысленно. Но есть в этом мире почв-непроводников и глубокодонные озёра. Такие озёра даже в свирепые морозы не промерзают насквозь, а это значит, что их дно — нормальная почва. И, стало быть, заземлители надо устраивать на дне таких озёр. По свойствам своей натуры Глазанов не походил на тот распространенный тип изобретателей, которые, найдя идею и сделав модель, ограничиваются подачей заявки в БРИЗ, получением авторского свидетельства и — соответственно — премиальным вознаграждением. Для Глазанова только та идея была верна, которая становилась делом. Философский догмат — критерием истины является практика — был внедрён в него не институтскими лекциями, а составлял черту характера. Глазанов превратился из ученого в прораба. В дно озера Долгое, самого глубоководного в окрестностях Норильска, уложили массивную свинцовую — для предохранения от коррозии — сетку и заземлили на неё все энергоустановки комбината. Так появился в мире электротехники новый тип заземления, Глазанов назвал его озёрным заземлителем.
Задолго до освобождения был расконвоирован, в 1943 году был досрочно освобождён, но продолжал работать в Норильске руководителем физико-технического центра ЦХЛ, начальником энергетической лаборатории Норильского комбината НКВД СССР. 29 февраля 1944 года получил благодарность «…за проявленную инициативу при проектировании и организации работ по прогреву грунта током высокого напряжения». В июне 1946 года написал заявление начальнику комбината генерал-майору А. А. Панюкову заявление о предоставлении отпуска для защиты докторской диссертации при Энергетическом институте. Это был последний документ в личном деле Глазанова на Норильском комбинате, больше он в Норильск не вернулся.
Реабилитирован 28 декабря 1955 года ВК ВС СССР.
С 1946 года работал в Лаборатории «В» (будущем Физико-энергетическом институте) будущего Обнинска.
Но работа поначалу не удовлетворяла. Привыкший к полной самостоятельности в Норильске, он сетовал в письмах, что делает «неизвестно что, неизвестно для чего и неизвестно для кого». Что он не просто ворчал, я убедился спустя несколько лет, когда стал печатать повести и роман о советских и зарубежных ядерщиках. Я тогда встречался с крупными деятелями нашей атомной эпопеи и с удивлением узнавал, что они, конечно, хорошо знали, чем занимаются сами, но имели часто очень туманное представление о том, чем занимается сосед, такой же крупный физик — так велика была степень засекречивания. Глазанов, как и следовало ожидать, быстро доказал, что учёного его масштаба негоже ограничивать мелкими работами для других тружеников науки, а надо поручать самостоятельные темы, достойные его дарования. Он стал подниматься вверх по научной лестнице.
В 1956—1959 годах был заместителем директора ФЭИ, в 1959 году стал директором основанного им в начале 1950-х годов Обнинского филиала МИФИ. Неожиданная смерть Глазанова в 1964 году едва не стала причиной ликвидации созданного им института — так велика была его роль в существовании вуза.

### Семья
- Жена — Валентина Дмитриевна Салтыкова[3].
  - Сын — Владимир Владимирович Глазанов (1936—2012), врач Центральной медико-санитарной части № 8 Федерального управления медико-биологических и экстремальных проблем при Министерстве здравоохранения и медицинской промышленности Российской Федерации в Обнинске[3][7].

## Цитаты
Сергей Снегов:
Когда он вошёл, моя маленькая потенциометрическая лаборатория стала вовсе крошечной. Он обладал удивительной особенностью: все вокруг сразу уменьшалось, когда он появлялся, он не вписывался в масштабы окружающего, а менял их. Древние философы доказывали, что человек — мера всех вещей. Они подразумевали философское и психологическое господство человека над его окружением. Но мой новый знакомый, Владимир Глазанов, диктовал всему, с чем соприкасался, свою физическую меру, вещи непроизвольно соизмерялись с ним и от этого как бы ощутимо сжимались. Он не был массивен, во всяком случае, мой добрый сосед по зоне геолог Петр Фомин был и выше, и шире в плечах. Но крупный Фомин был сконструирован из нормальных человеческих деталей, он лишь возвышался среди вещей и людей, а не подавлял их. Глазанова, отнюдь не великана, природа собрала  из  крупных частей — большая голова, мощный лоб, внушительный нос, широкогубый рот, руки, обширные как лопаты, плечи, до того прямые, что казались много шире, чем были реально. И глаза столь ясные и полные света, что от одного этого выглядели слишком большими, хотя геометрически вымеривая, вряд ли превосходили средний размер. Их видимая величина проистекала из светящегося в них ума.